# Hidroponika

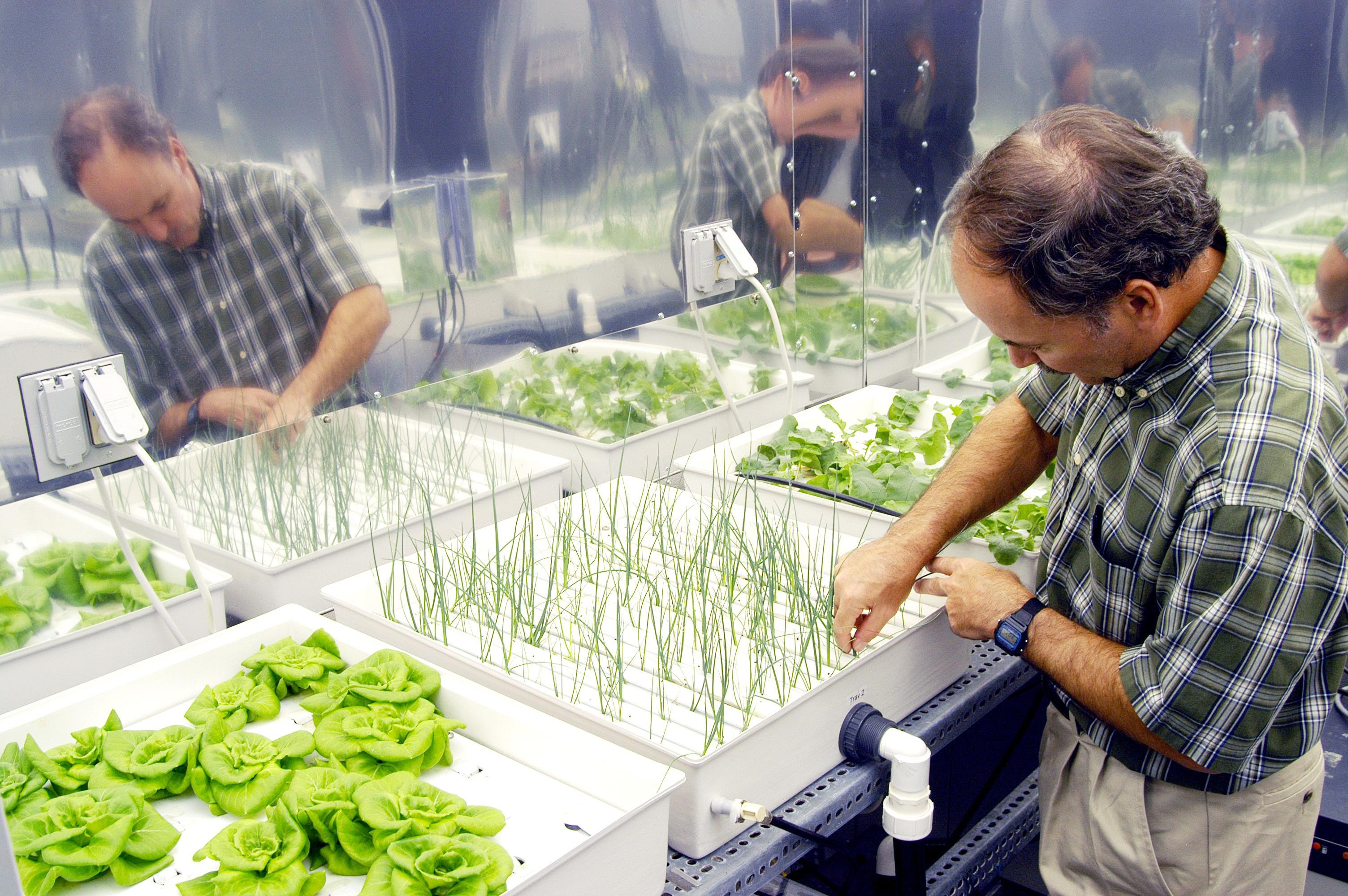
Dr. Ray Wheeler, a NASA kutatója hidropóniában termesztett hagymákat (középen), fejes salátákat (balra) és retkeket (jobbra) ellenőriz

A hidroponika vagy hidropónia a növénytermesztés azon módja, amely nem talaj közvetítésével, hanem tápfolyadék használatával működik. A talajt például perlit, kavics vagy kőzetgyapot helyettesíti, amelyet a tápoldat könnyen átjárhat, vagy ha a talaj szilárdságának biztosítására nincs szükség, akkor a termesztés közvetlenül a tápoldatban is lehetséges. Természetes körülmények között a csapadék a termőföld közvetítésével dúsul tápanyagokkal és jut el a gyökerekhez, de maga a talaj nem létszükséglet a növény fejlődése számára. Ha mesterségesen gondoskodunk a tápoldat megfelelő összetételéről és a gyökerekhez való eljuttatásáról, a termőföldre nincs szükség. Szinte bármely földben termő növény fejlődik hidroponikus körülmények között, de növényenként eltérő az alkalmazhatóság mértéke.
Az inert média ellenére a gyökerek megváltoztathatják a rizoszféra pH-ját, és a gyökerek által kibocsátott folyadék hat a rizoszféra biológiájára és a másodlagos metabolitokkal a tápoldat fiziológiai egyensúlyára. A hidroponikusan termesztett transzgénikus növények gyökere olyan proteineket választhatnak ki, amelyeket gyógyászati célokra használnak.
A tápanyagok lehetnek szerves vagy szervetlen eredetűek, így származhatnak halaktól, madaraktól, műtrágyából, vagy mesterséges tápoldatokból.
Szemben a szántóföldi növénytermesztéssel, a hidropóniával termesztett növényeket üvegházban vagy védett helyen, zárt térben nevelik, alkalmazkodva az ellenőrzött környezetbeli eljárásokhoz (CEA). A leggyakrabban hidropóniában termesztett növények közé tartozik  a paradicsom, paprika, uborka, földieper, fejes saláta és vadkender, piacra. Tudományos célokra a leggyakrabban az Arabidopsis thaliana-t termesztik hidropóniában.
A hidroponika előnyei közé tartozik például a vízfelhasználás csökkentése. Intenzív földműveléssel 1 kg paradicsom 214 liter vizet igényel; hidropóniában elég 70 liter. Más szubsztrátumokhoz képest a legmagasabb fehérje és biomassza növekedés, feltéve az azonos környezeti feltételeket és tápanyagellátást.
Mivel a szántóföldi növénytermesztést az éghajlatváltozás és a termőföldek pusztulása veszélyezteti, illetve a hidropónia kevesebb tápanyagot és vizet igényel, azért lehetséges, hogy majd a nehezebb megélhetést nyújtó környezetekben hidropóniában termesztik majd a táplálékot nyújtó növényeket.
Az űrben is folynak kísérletek hidropóniával.
Az általános iskolában az egyik jellemző biológia házi feladat, a vizes közegen (pl. vizes vattán) történő növénycsíráztatás, amely szintén hidroponikus termesztési módszer. Csíráztatáskor a magok magukban hordozzák a szükséges tápanyagokat a kezdeti fejlődéshez, így nem feltétel ehhez a tápoldat használata.

## Története

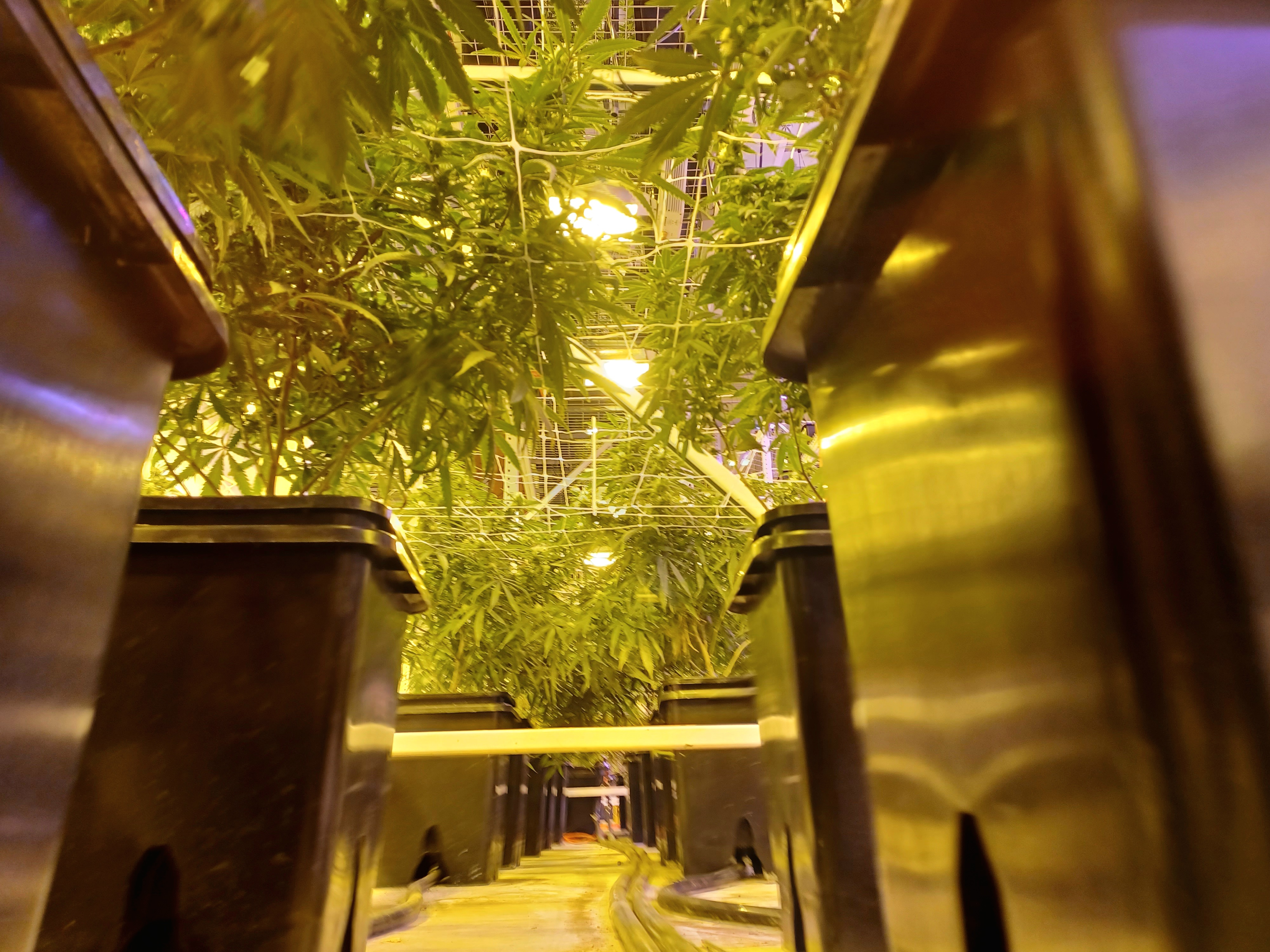
Egy apály-dagály rendszer egyedi edényekkel és az azokat összekötő vezetékrendszerrel

A hidroponika elnevezése alapjául a görög hydro (víz) és ponos (munka) szavak szolgáltak. Sir Francis Bacon egy évvel halála után, 1627-ben megjelent Sylva Sylvarum című könyvében ír talaj nélküli növénytermesztésről. A mű nyomán a talaj nélküli növénytermesztés népszerű kutatási módszerré vált. 1699-ben John Woodward a borsmenta-vízikultúrájának gondozása során megfigyelte, hogy szennyezett víz felhasználásával jobban nőnek a növények, mint desztillált víz felhasználásával.
1842-re kilenc elemet ismertek, melyek szükségesek a növények termesztéséhez. 
Az 1859-1875 közötti időszakban Julius von Sachs és Wilhelm Knop német botanikusok tökéletesítették az ásványi tápoldatok összetételét. Később a talajkultúrával szemben oldatkultúráról beszéltek. A 19. és a 20. század szabványos tanítási és kutatási technikájává vált, és széles körben használják a növénytáplálás tudományában.
Növényfiziológusok a 19. században tárták fel, hogy a növények a létfontosságú anyagokhoz a víz közvetítésével jutnak hozzá. Kiemelendő William Frederick Gericke, a University of California at Berkeley professzorának hozzájárulása, aki 1929-től kezdve aktív úttörője volt a tápoldat-alapú mezőgazdasági növénytermesztésnek, és ő vezette be a hidroponika szóösszetételt is 1937-ben. Először az angol agriculture szó mintájára aquiculture-nak nevezte, de később megtudta, hogy az aquaculture szó a vízi szervezetek kultúrájára vonatkozik. Gerickének a hátsó kertjében ásványi oldatban sikerült paradicsomnövényeket 7,6 méter magasra megnöveszteni. Szintén ennek az egyetemnek további két kutatója számos tápoldatot dolgozott ki. A hidroponika elnevezés  W. A. Setchelltől származik, aki a klasszikus nyelvekben is járatos algakutató volt. A hidroponika szó a  ύδωρ=víz és πονέω=termeszteni szavakból származik, a γεωπονικά mintájára, ami földművelést jelent.
Gericke úgy gondolta, hogy az idő még nem érett meg arra, hogy kereskedelmi célokra lehessen növényeket hidropóniában termeszteni.  Azt akarta, hogy alaposan leteszteljék a hidropóniát minden szempontból, mielőtt még alkalmazható technikává válhatna. Cikkei és azok az állításai, hogy forradalmasíthatja a növénytermesztést, felkeltette az érdeklődést. Az egyetem keresztbe feküdt kutatásainak, mert a vezetés szkeptikus volt. Megtagadták tőle az egyetem üvegházainak használatát, és csak az általa otthon kifejlesztett tápoldatok miatt engedték be őt újra. Ekkor azonban az egyetem vezetés kijelölt két szkeptikus kutatót,  Hoaglandet és Arnont, hogy ellenőrizzék Gericke állításait, és megmutassák, hogy az általa kifejlesztett oldatoknak semmi előnyük sincs a hagyományos növénytermesztéssel szemben. A feloldhatatlan konfliktusok miatt Gericke politikailag kedvezőtlen klímában hagyta ott az egyetemet, és kísérleteit függetlenül folytatta otthon. 1940-ben megjelent könyve, a Complete Guide to Soilless Gardening, ami leírta az oldatok összetételét is. Ez a könyv az alapja a hidropóniás növénytermesztés összes formájának.
Az 1930-as években a növényfiziológusok különböző növények betegségeit vizsgálták. A talajkultúrában megfigyelt tüneteket próbálták reprodukálni ellenőrzött laboratóriumi körülmények között, hidropóniában, például a szikesedés hatását.  Dennis Robert Hoagland innovatív modellrendszereket és szabványos tápanyagoldatokat fejlesztett ki ehhez a feladathoz. Módosított Hoagland oldatokat mindmáig használnak. Claude Hutchison, Dennis Hoagland és Daniel Arnon Gericke kísérleteinek ellenőrzése nyomán 1938-ban írt egy bulletint,  The Water Culture Method for Growing Plants Without Soil címmel, ami az egyik legfontosabb munka az oldatkultúráról, amiben azt állították, hogy a hidropóniás növénytermesztési eredmények nem jobbak, mint a legjobb talajon megtermelhető mennyiség. A terméseredményeket korlátozzák más tényezők, mint a megvilágítás és a szellőzés. Gericke könyvében válaszolt erre a bulletinre, rámutatva ellenfeleinek rendszerszintű hibáira, mint például arra, hogy ugyanannyi növényt ültettek ugyanakkora közegbe, holott annyit kellett volna, amennyit az adott közeg elbír.
A további hibák közé tartozik, hogy a hidropóniának további kulcsfontosságú előnyei vannak, mint például a gyökerek állandóan hozzájutnak annyi oxigénhez, vízhez és tápanyaghoz, amennyire a növénynek szüksége van. Ez megelőzi az alul- vagy túlöntözést, ami a szántóföldi növénytermesztés egyik fő hibája. Hidropóniában a növény által fel nem használt vizet kiszivattyúzzák, visszagörgetik vagy elpárologtatják, megelőzve az oxigénhiányt. Talajon jól kell ismerni az adott növény igényeit. A túl sok víz kitölti a talaj pórusait, ami a gyökerek rothadását okozza. Ha a növény túl kevés vizet kap, akkor a tápanyagokat sem tudja megfelelően felszívni, ami tápanyaghiányos tüneteket okoz; lásd klorózis. A kereskedelmi célú termesztés Gericke könyvén alapul.
A hidroponika egy korai sikere az 1930-as években a Wake Island szigeten történő növénytermesztés, az atoll termőtalajának hiányában. A Pan American Airlines légitársaság a sziget repülőterét üzemanyagfeltöltőként használta, és az utasokat friss zöldségekkel látták el.
Daniel I. Arnon 1943-tól 1946-ig az Amerikai Egyesült Államok hadseregében szolgált, és a növénytáplálásban szerzett tapasztalatait használta fel arra, hogy a Nyugat-Csendes-Óceánban található Ponape-szigeten állomásozó csapatokat ellássa, mivel a sziget talaja szintén alkalmatlan volt növénytermesztésre.
Az 1960-as években a brit Allen Cooper kifejlesztette a tápláló film technikát. A Walt Disney World's EPCOT Centernél a The Land Pavilion 1982 óta mutatja be a hidropónia különböző technikáit.
Az utóbbi évtizedekben a NASA kiterjedt hidroponikai kutatásokat végez a CELSS program részeként, előkészítve a Mars meghódítását. A Mars fényviszonyait fénycsövekkel utánozzák, a hőmérsékleti viszonyokat pedig hűtéssel. Ray Wheeler, a Kennedy Space Center's Space Life Science Lab növényfiziológusa szerint a hidropónia előnyöket fog nyújtani az űrutazások számára.
2017-ben Kanadának több száz acre területű nagykereskedelmi hidropóniás üvegháza volt, melyekben paradicsomot, paprikát és uborkát termesztettek.

## Technikája
A hidropóniának két alapvető technikája van: az alulöntöző és a felülöntöző. A legtöbb tartály műanyagból készül, de használatosak más anyagok is, mint beton, üveg, fém vagy fa. A tartályoknak ki kell zárniuk a fényt, hogy megakadályozzák az algásodást és a gombásodást.

### Álló tápoldatos kultúra

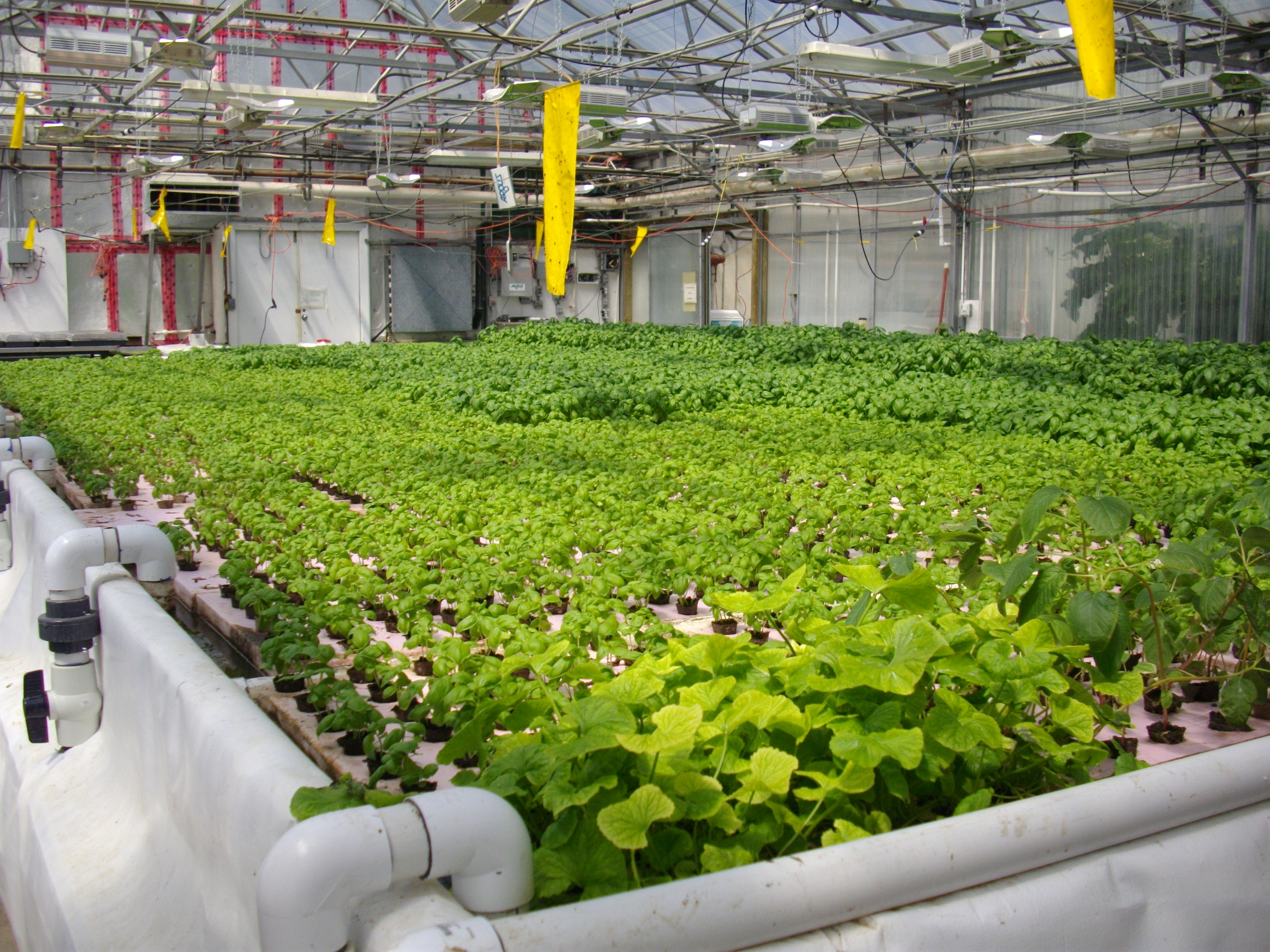
Mélyvizes tároló a Brooks, Albertában található Crop Diversification Centre (CDC) déli aquaponika üvegházában

A növény egy tápfolyadékot tartalmazó edényben él, mint például befőttes üveg, műanyag vödör vagy kád. Az oldat legtöbbször mérsékelt levegőztetésnek van kitéve. A tápoldat otthoni oxigénellátására alkalmas lehet egy akváriumi levegőztető. Ha a tápoldat oxigénellátása nem megfelelő, akkor a növény gyökerének csak egy része merül alá a folyadékba, hogy a gyökér levegőn levő részén keresztül elegendő mennyiségű oxigén jusson be. A tápoldat vagy periodikusan kerül cserére (pl. hetente), vagy a tápanyag-koncentráció elektromos vezetőképesség-mérővel mérhető csökkenésekor. Ha a tápoldat szintje egy bizonyos szint alá csökken, akkor pótolni kell. Az utánpótlás végezhető Mariotte-palackkal. A növényeket el lehet helyezni úszó bójákon, így biztosítva, hogy a tápoldat szintjének csökkenése ne csökkentse a gyökerek ellátását. Az egyes növények tartójára lyukat fúrnak; például egy befőttesüveg tetejére. Egy tartóba egy vagy több növény is ültethető. A növekedés során a növényeket nagyobb tartályba kell átültetni. Házi rendszerben az átlátszó tartályok beburkolhatók alufóliával, fekete műanyaggal, vagy más anyagokkal a negatív fototropizmus megelőzésére.

### Folyamatos áramoltatásos kultúra

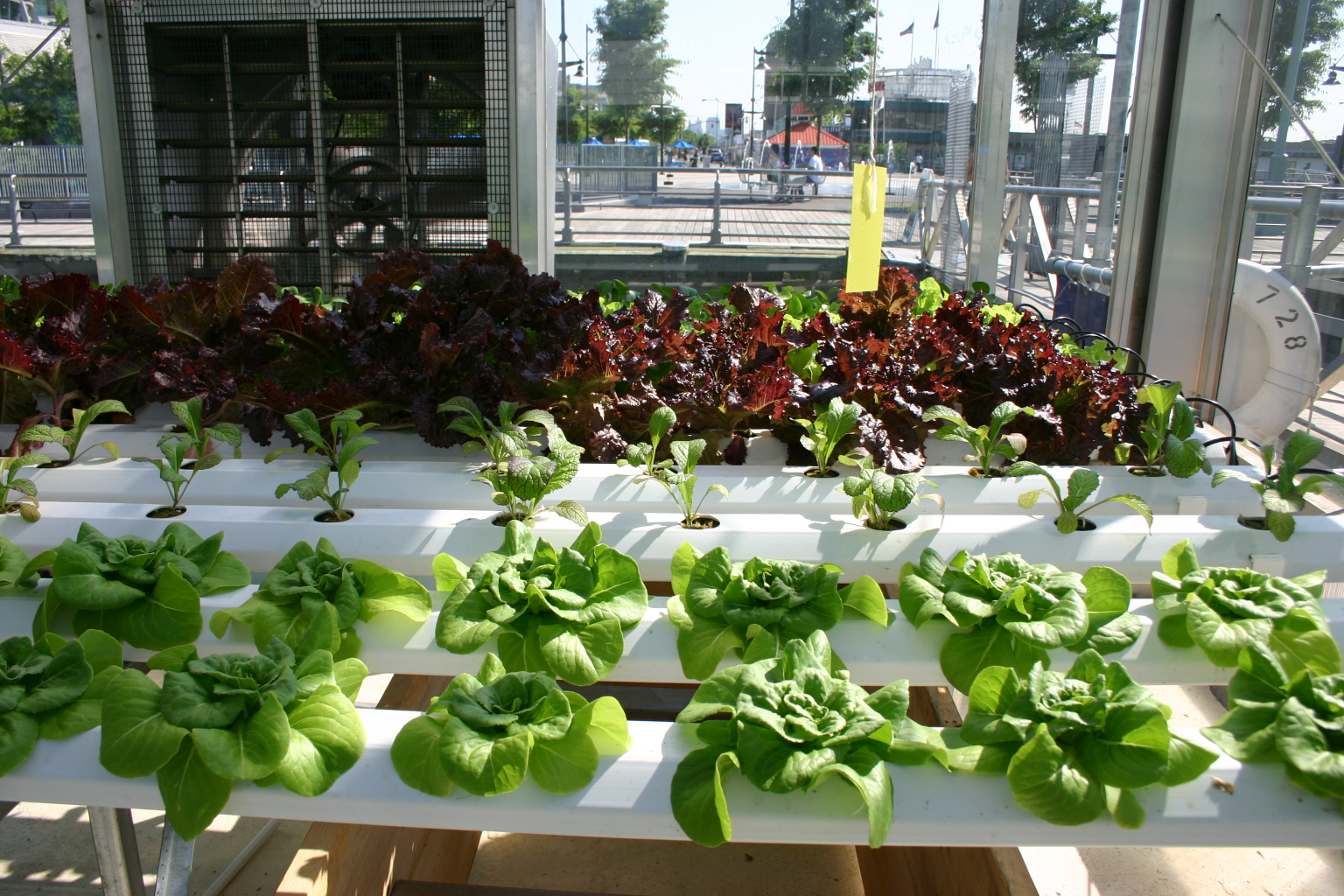
Tápfilmes technikával (NFT) termesztett különféle saláták

Egyszerűbb automatizálni, mint az álló tápoldatos kultúrát, a mintavételezés és amiatt, hogy a hőmérséklet, a pH és a tápanyag-koncentráció szabályozható egy nagy tartályban, amibe több ezer növény ültethető. A növény gyökerein a víz folyamatosan vagy rendszeresen áramlik. A tápanyagfilm-technika vékony rétegben áramoltatja folyamatosan a tápoldatot. A vékony folyadékfilm szabadon hagyja a gyökerek felső részét az oxigénellátáshoz. A lejtés, folyadékmennyiség és áramlási sebesség kialakítása gondoskodik az optimális táplálásról. Más technikáknál a tápanyag-, a víz- és az oxigénellátás egymással konfliktusban áll. Az áramlási felület kis egyenetlenségeiben kialakuló tócsák keletkezésének megakadályozására az 1:30 - 1:40 lejtésarány javasolt. Ugyan az 1:100 arány megfelelőbb lenne, ám ez nehezen megvalósítható. Megoldható a talaj vagy a padozat lejtésével. Az optimális ellátás miatt újra és újra előveszik ezt a technikát, ami jó termést biztosít hosszabb időn keresztül jó minőségben. A technika hátránya, hogy nem biztosít tartalékot arra az estre, ha megszakadna az áramlás, például áramszünet esetén. Egyébként valószínűleg az egyik legtermékenyebb technika.
Általánosságban az optimális áramlásyi sebesség 1 liter/perc. Ültetéskor ennek a sebességnek a fele is elég, és később akár 2 liter/percre is növelhető. Ezeken a határokon kívül tápanyagellátási nehézségek léphetnek fel. Az optimális termés érdekében a csatornák hossza legfeljebb 12 méter, kivéve a rövid tenyészidejű növényeket, ahol ez a csökkenés kisebb mértékű, de a csatorna hossza itt is 10–15 méter. Ha ez nem lehetséges, akkor a csatornákat elfelezik.

### Aeroponika

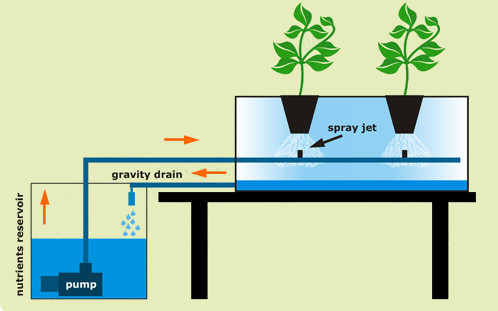
Az aeroponika diagramja

Az aeroponikus termesztésben a szabadon levő, levegőnek kitett gyökerek folyamatosan vagy rendszeresen részesülnek köd- vagy permetképzésen keresztüli tápfolyadék-ellátásban. Nincs szükség szubsztrátumra; a növényeket gyökerüknél fogva akasztják fel a kamrában. Fő előnye a kiváló szellőzés. Egyik jelentősége, hogy gravitáció nélküli környezetben könnyebben kezelhető a tápanyag köd és permet formában, mint folyadék formában. Széles körben használják laboratóriumok növényfiziológia és növénypatológia tanulmányozására.
Az aeroponika kereskedelmi célokra is hasznos a növények csíráztatástól kezdődő nevelésére, burgonya, paradicsom és levélzöldségek termesztésére. Mióta feltalálója, Richard Stoner kereskedelmi célokra bevezette 1983-ban, azóta az aeroponikát világszerte alkalmazzák a vízintenzív hidroponikus technikák alternatívájaként. A hidroponika korlátja, hogy 1 kg víz 8 milligram levegőt képes oldani, amin a szellőztetők sem tudnak javítani.
Az aeroponika egy másik előnye, hogy bármely növényfaj nevelhető aeropnikus rendszerben, mivel a mikrokörnyezet pontosan kontrollálható. Más technikáknál előfordulhat, hogy a növények a szellőzés hiánya miatt pusztulnak el; aeroponikában viszont a növény összes szerve állandóan hozzáfér a levegő teljes oxigén- és szén-dioxid-tartalmához, ami gyorsítja a gyökerezést és a növekedést. A NASA kutatói kimutatták, hogy az aeroponikában termesztett növények szárazanyagtartalma 80%-kal meghaladja a hidroponikában termesztett növényekét. A vízhasználat 65%-kal kevesebb, mint hidropóniában; a tápanyagigény pedig egynegyede. Szemben a hidropóniában termesztett növényekkel, az aeroponikában termesztett növények nem kapnak sokkot talajba ültetéskor, és lehetőséget ad a termesztőknek lassítani a betegségek és a kártevők terjedését.
Az aeroponika egy speciális változata a ködponika, ahol a ködöt egy ultrahangfrekvencián vibráló diafragma porlasztja. Az így képződött cseppek mérete  5–10 µm, ami kisebb, mint az aeroponikában használt módszer, ami szórófejen át nyomja a tápoldatot. Minél kisebbek a cseppek, annál jobban el tudnak oszlani a levegőben, és képes tápanyagokat szállítani a sejtekhez anélkül, hogy akadályozná a hozzáférést a gázokhoz.

### Passzív alsóöntözés

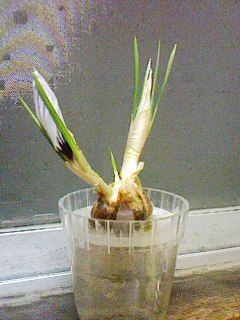
Passzív alsóöntözéssel nevelt krókusz

Hordozóanyagot használnak, amelyek üregei biztosítják a gyökerek oxigénellátását, míg a tápfolyadék alulról, a hajszálcsövesség által jut a gyökerekhez. Szerény odafigyelést igényel, azonban periodikusan gondoskodni kell a felhalmozódó sók hordozóanyagról való eltávolításáról. Az edény sekély tápoldaton és vízen, vagy a tápanyagokat hordozó matracon ül. Különböző hordozóanyagok érhetők el, mint duzzasztott agyagkavicsok, vagy kókuszdió matrac, melyek több levegőt tartalmaznak, mint a hagyományos keverékek, így több oxigént tudnak nyújtani a növény gyökereinek. A passzív alsóöntözés előnyei az oxigénellátás és a magas páratartalmú levegő biztosítása, amelyek fontosak az orchidea- és broméliatermesztésben. Ezek a növények a természetben fákon élnek, így gyökereik nagy része szabadon, a levegőn áll.
A technológia előnye a hagyományos mezőgazdasággal szemben a 10-szeres hatékonyság. A vízigény a hagyományos igények tizenharmada, ám az energiaigény 100-szoros (KJ/kg-ra számítva).

### Apály-dagály vagy árasztás-szivárgás

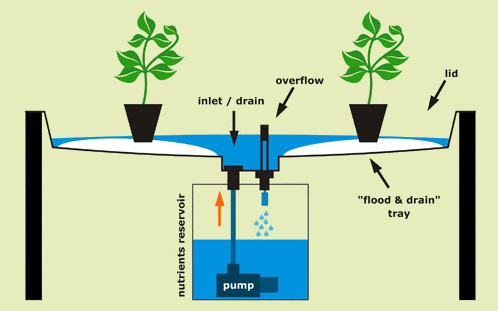
Az apály-dagály rendszer diagramja

Legegyszerűbb formájában egy időzítőhöz kapcsolt szivattyú gondoskodik a tápfolyadék rendszeres felszivattyúzásához a hordozóanyag felszínéig. Ezt követően a tápoldat lefelé elszivárog, így elkerülve a pangó víz kialakulását. Ez biztosítja a rendszeres víz-, tápanyag- és levegőellátást.
Többféle szubsztrátum is használható, mint kőgyapot, tőzeg, kókuszszőnyeg, duzzasztott agyagkavicsok, melyek megtisztítva újrafelhasználhatók.

### Utánpótlás felülről

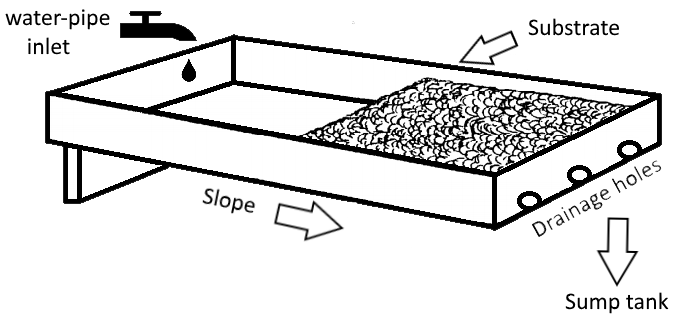
Bengáli rendszer

A módszert először Bengáliában alkalmazták 1946-ban, ezért bengáli rendszernek is nevezik. Lényege, hogy a tápanyagot és a vizet napi vagy néhány órás rendszerességgel pótolják.
A módszer különféleképpen alkalmazható. Legegyszerűbb formájában az inert médiumra alkalmazzák, ami lehet kőgyapot, perlit,  vermiculit, kókuszszőnyeg vagy homok. Ennél valamivel bonyolultabb rendszerben az utánpótlást automatizálják, pumpával, időzítővel és locsolócsővel, illetve az utánpótlási időt is szabályozzák különféle paraméterek alapján, mint a növények mérete, a növekedés stádiuma, az éghajlat, a szubsztrátum, a pH és a víztartalom alapján. Kereskedelmi célú rendszerekben az utánpótlást számítógép irányítja több tényező alapján.

### Mélyvízi kultúra

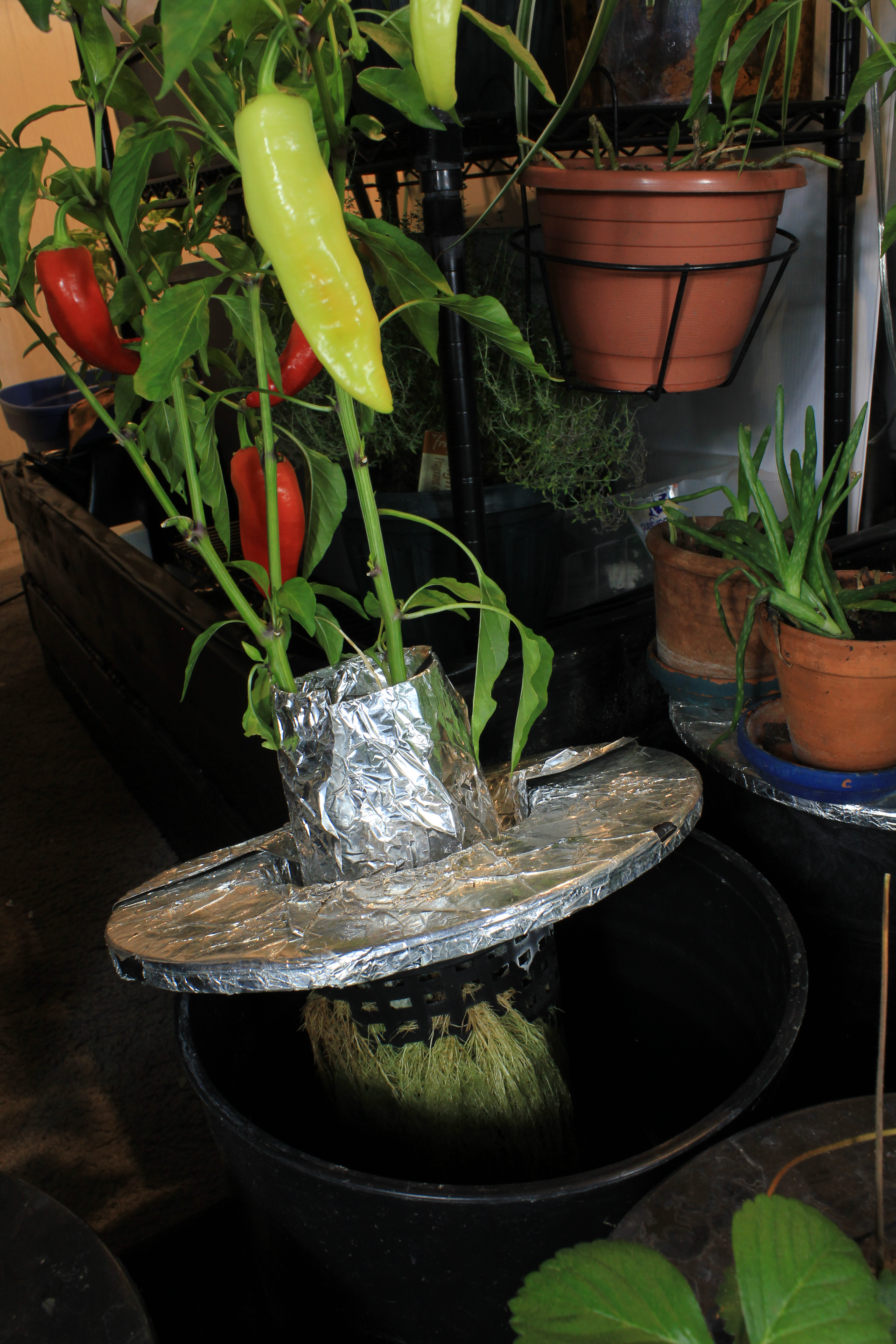
Mélyvízi kultúrában termesztett paprikák

A növények gyökerét rögzítik a szellőztetett tápoldatban. Hagyományosan műanyag tárolókat használnak, melyekben a növények hálón felfüggesztve merülnek az oldatba. A szubsztrátum porózus kő, a szellőztetéséről légpumpa gondoskodik; így a növények gyorsabban nőnek, mivel gyökereik több oxigénhez jutnak.
A Kratky-módszer hasonló, de ott a tápoldatot nem keringetik.

### Felülről táplált mélyvízi kultúra
Az erősen szellőztetett tápoldatot közvetlenül a növények gyökeréhez juttatják. Míg a mélyvízi kultúrában a növények gyökerei felülről merülnek a tápoldatba, addig a felülről táplált mélyvízi kultúra alkalmazása esetén az oldatot felpumpálják a gyökerekhez. A víz lefolyik a gyökereken a medencébe. A szellőztetésről egy pumpa gondoskodik, ami levegőt pumpál a tápoldatba. Mindkét eszköz naponta 24 órát üzemel.
Előnye a mélyvízi kultúrával szemben az első hetekben látható, amikor a növények gyorsabban nőnek, mivel könnyebben juthatnak vízhez. Később ez az előny eltűnik, viszont ezzel a módszerrel a tenyészidő csökkenthető.

### Forgó rendszer

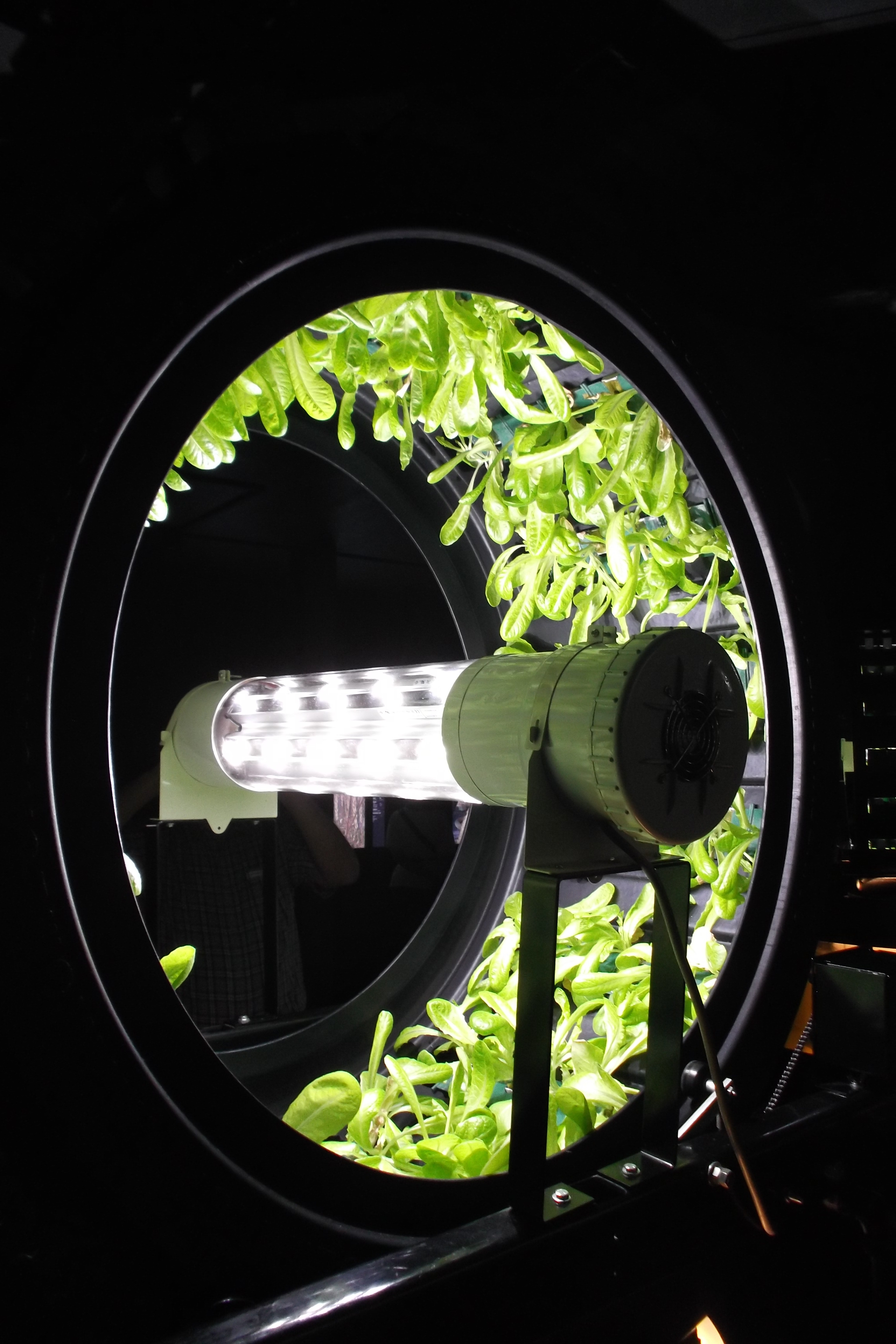
Forgó rendszer bemutatása a belga Pavilion expón 2015-ben

Forgó rendszerben egy kerék belsejében termesztik a növényeket, ami a nap 24 órájában óránként körbefordul. A kerék közepében egy erős fény világít a Nap pótlására, gyakran mechanikus időzítővel ellátva.
Forgás közben a növények periodikusan tápoldatba merülnek, ami ellátja őket. A gravitációval szembeni küzdelem miatt a termés hamarabb beérik, mint más rendszerekben. Mivel a forgó rendszerek mérete kicsi, azért területegységenként több növény termeszthető, mint más rendszerekben.
Hátránya a kísérleti jelleg, illetve megtalálásuk, megvásárlásuk, működtetésük és fenntartásuk költségei.

## Hordozóanyagok
A hordozóanyag kiválasztásának szempontjai széles körűek: hozzáférhetőség, ár, tömeg, szilárdság, a hordozóanyag kapcsolata a gyökérrel és a tápoldattal és az öntözés módja.

### Agyaggranulátum

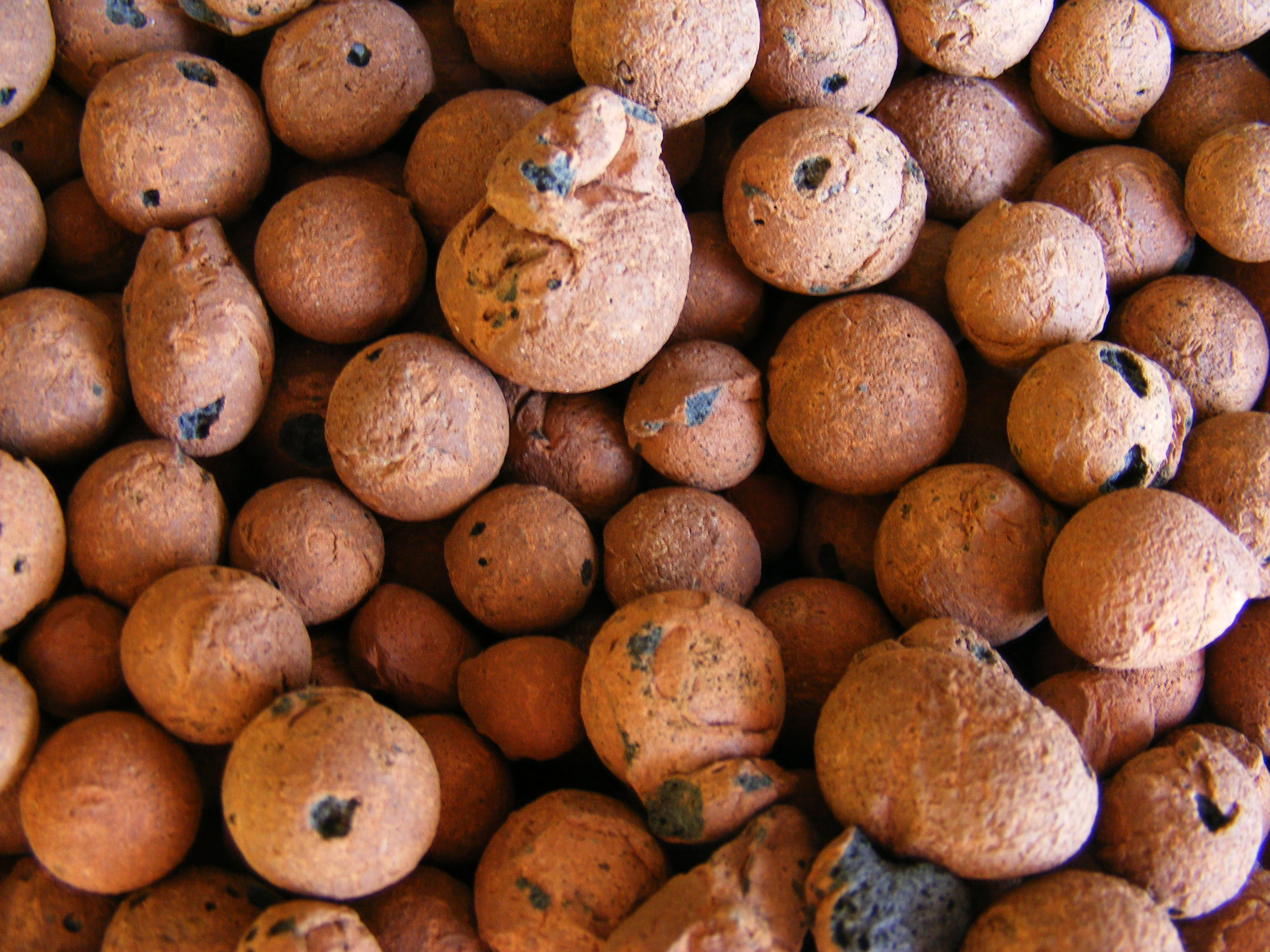
Hydroton márkájú duzzasztott agyagkavicsok

Az agyaggranulátumok kis agyaggömböcskék 1200 °C-on történő kiégetésével készülnek. A kiégetés hatására kitágul és porózussá válik, hasonlóan a pattogatott kukoricához. Könnyű, pH-semleges, önmagában nem tartalmaz tápanyagokat és nem tömörödik a használattal. Az egyes szemcsék alakja lehet egységes, vagy lehet szabálytalan, a gyártótól függően. 
Az újrafelhasználás mellett gazdaságossági és környezetvédelmi érvek szólnak, ugyanakkor a gyökerek belenőhetnek az agyaggömböcskébe, ami annak széttörésével közvetlenül megvizsgálható. A tisztításhoz használható áztatás fehér ecetben, klóros fertőtlenítőben, hoidrogén-peroxidban. Áztatás után teljes átöblítés szükséges. Az agyaggranulátum előállítása a magas kiégetési hőmérséklet miatt jelentős energiaigénnyel jár együtt, ugyanakkor az agyag igen gyakran helyileg hozzáférhető, így nem igényel nagy energiaigényű szállítást.

### Növesztőkövek
A növesztőkövek üveghulladékból készülnek, így több helyet biztosítanak a levegőnek és a víznek. Még a rizspelyvánál is több vizet tud megtartani. Térfogatuk 0,5 - 5%-a kalcium-karbonát, a maradék nátronüveg. Ez azt jelenti, hogy egy szabványos 5,1 kg zsák 25,8 - 258 g kalcium-karbonátot tartalmaz.

### Kókuszrost
A kókuszrost a kókuszdiók feldolgozása közben keletkezik. A kókuszdió külseje rostokból áll, melyekből sokféle terméket gyártanak, az ajtószőnyegektől a kefékig. A sűrű és rövid szálakból kókuszszőnyeg készül, ami használható hidropóniában. 
Felhasználása környezetbarát, korábban a kókuszrostot nagy mennyiségben felhalmozták kókuszrost-lerakatok formájában. Jelentős sótartalma lehet. Gyakran tartalmazza a trichoderma gombát, mely gátolja a gyökerek rothadását és elősegíti azok fejlődését. Erős hajszálcsövesség jellemzi; életciklusa során sok tápanyagot képes benyelni, ami a növények számára hozzáférhető marad, így a kókuszszőnyeget előkészítik. A folyamat során sótalanítanak, eltávolítják a fenolokat és a tanninokat alapos vizes mosással. Egy köbméter kókuszrosthoz háromszáz-hatszáz liter víz és hat hónap szükséges, és egy tanulmány szerint annyira veszélyes ez a munka, hogy be kellene tiltani az Európai Unióban és az Amerikai Egyesült Államokban. Egészségügyi veszélyei, környezetkárosítása és figyelemigénye ellenére számos előnnyel bír. Ha víz éri, a szárazt, barna és szálas anyag három-négyszeresére duzzad; továbbá betegségekkel és kártevőkkel szembeni ellenállása, vízmegtartó képessége kiváló médiummá teszi. A kőgyapottal összehasonlítva optimalizált növekedési feltételeket biztosít. Többször felhasználható, majd talajtrágyázás céljára továbbhasznosítható. Előnyeit a szállítás magas költsége és energiaigénye ellensúlyozza.

### Rizspelyva

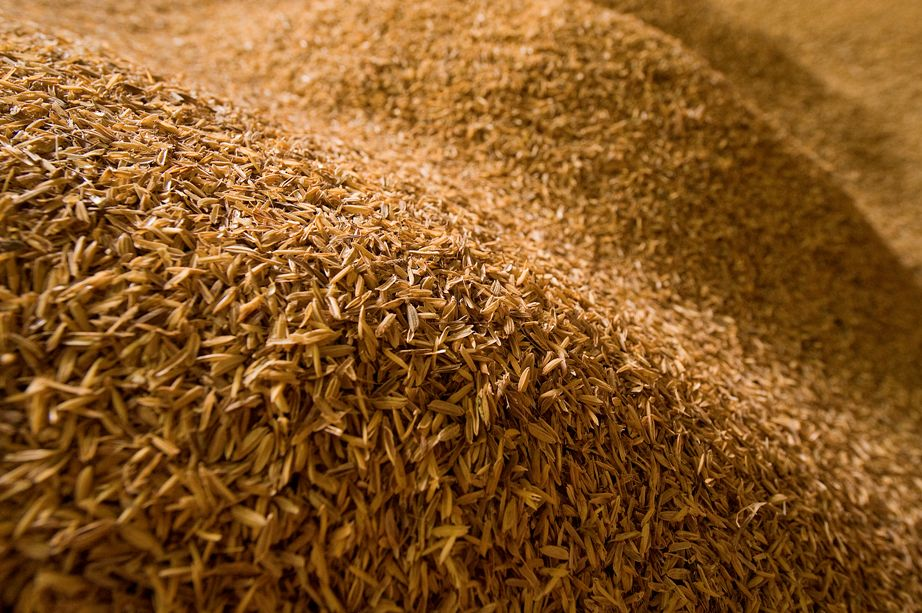
Rizspelyva

A rizspelyva egy mezőgazdasági melléktermék, aminek másként nem sok haszna lenne. Idővel elbomlik, és lehetővé teszi a csatornázást. A növesztőköveknél kevesebb víz befogadására képes. Egy tanulmány szerint a rizspelyva nem befolyásolja a növekedési hormonok hatását.

### Perlit

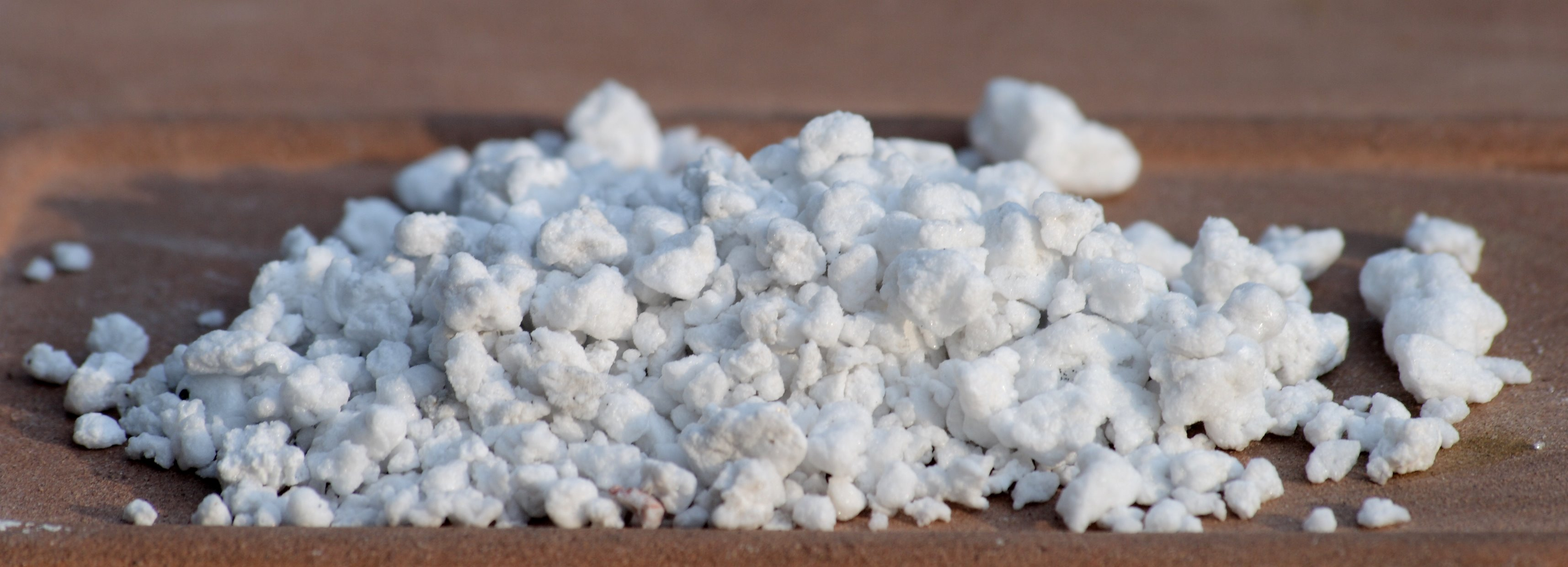
Perlit

Vulkanikus kőzet túlhevítésével készül és szélsőségesen könnyű anyaggá pattogzik fel. Kis sűrűsége miatt szárazon ki van téve a szél általi elhordásnak, továbbá árasztásos módszer esetén figyelembe kell venni, hogy fennmarad a vízen. A talaj sűrűségének csökkentésére is használják. Nagy mennyiségű fluort tartalmaz, ami káros lehet bizonyos növények számára. Tulajdonságai a vermiculithoz te4szik hasonlóvá, de általában több vizet és kevesebb levegőt képes magában tartani.
Egy hasonló anyag a pumice, ami a perlithez hasonlóan készül, és szintén használják a hidroponikában.

### Vermiculit
A vermiculit a perlithez hasonlóan készül: addig hevítik az ásványt, amíg az apró darabokra nem olvad. Több vizet képes magában tartani, mint a perlit, továbbá képes vizet és tápanyagot közvetíteni passzív rendszerekben. Ha túl sok víz és túl kevés levegő jut a gyökerekhez, akkor perlit hozzáadásával a vízmegtartó képesség csökkenthető.

### Homok
Olcsó és könnyen hozzáférhető, de nehéz, nem jól szivárogtatja el a vizet és felhasználások között sterilizálandó.

### Kavics
Olcsó, jól levegőzik, könnyű tisztán tartani, de nagy tömegű, és hajszálcsövesség nem jellemzi. Használható az akváriumba szánt kavics, de először át kell mosni. Ha nem megfelelő a vízáramlás, könnyen kiszáradnak a gyökerek. A vizet elektromos pumpával kell áramoltatni. 

### Cserép
A cserép tulajdonságai hasonlóak a kavicséhoz. Hátránya a pH befolyásolása és a nehezebb tisztítás az újrafelhasználások között.

### Farost
A fából gőzöléssel és dörzsöléssel kinyert farost hatékony szerves támasztóanyag a hidroponikában. Előnye, hogy hosszú időn át megőrzi szerkezetét. A fagyapot a kutatások során az egyik első támaszanyag volt. Azonban újabb kutatások szerint káros hatással van a növényi növekedésszabályozókra.

### Gyapjú
A birkanyírásból származó gyapjú egy keveset használt, ám ígéretes megújuló médium. Laboratóriumban összehasonlítva tőzeggel, kókuszrosttal, perlittel és fagyapottal uborkanövények termesztésére a birkagyapjú kezdetben 70%-kal több levegőmegtartással bírt, ami később 43%-ra csökkent; ugyanakkor vízmegtartó képessége 23%-ról 44%-ra nőtt. A vizsgált anyagok közül a birkagyapjú volt a legtermékenyebb; habár a huminsavból, tejsavból és Bacillus subtilisből álló keverék minden szubsztrátumban javította az eredményeket.

### Polisztirén habmogyoró

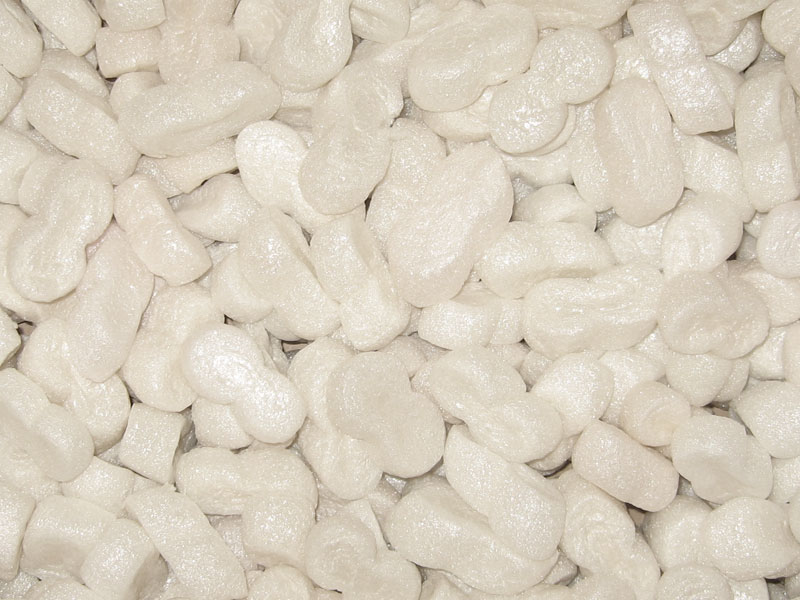
Polisztirén habmogyoró

Olcsó, könnyen hozzáférhető, jó vízelvezetésű; azonban bizonyos felhasználásokhoz túl könnyű. Többnyire zárt csövű rendszerekben használják. Meg kell jegyezni, hogy csak nem biológiailag lebomló polisztirén használható, mert a biológiailag lebomló lebomlik. A növények felszívják a bomlástermékeket, és továbbadják a fogyasztóknak, ami egészségügyi kockázatot jelent.

### Kőzetgyapot

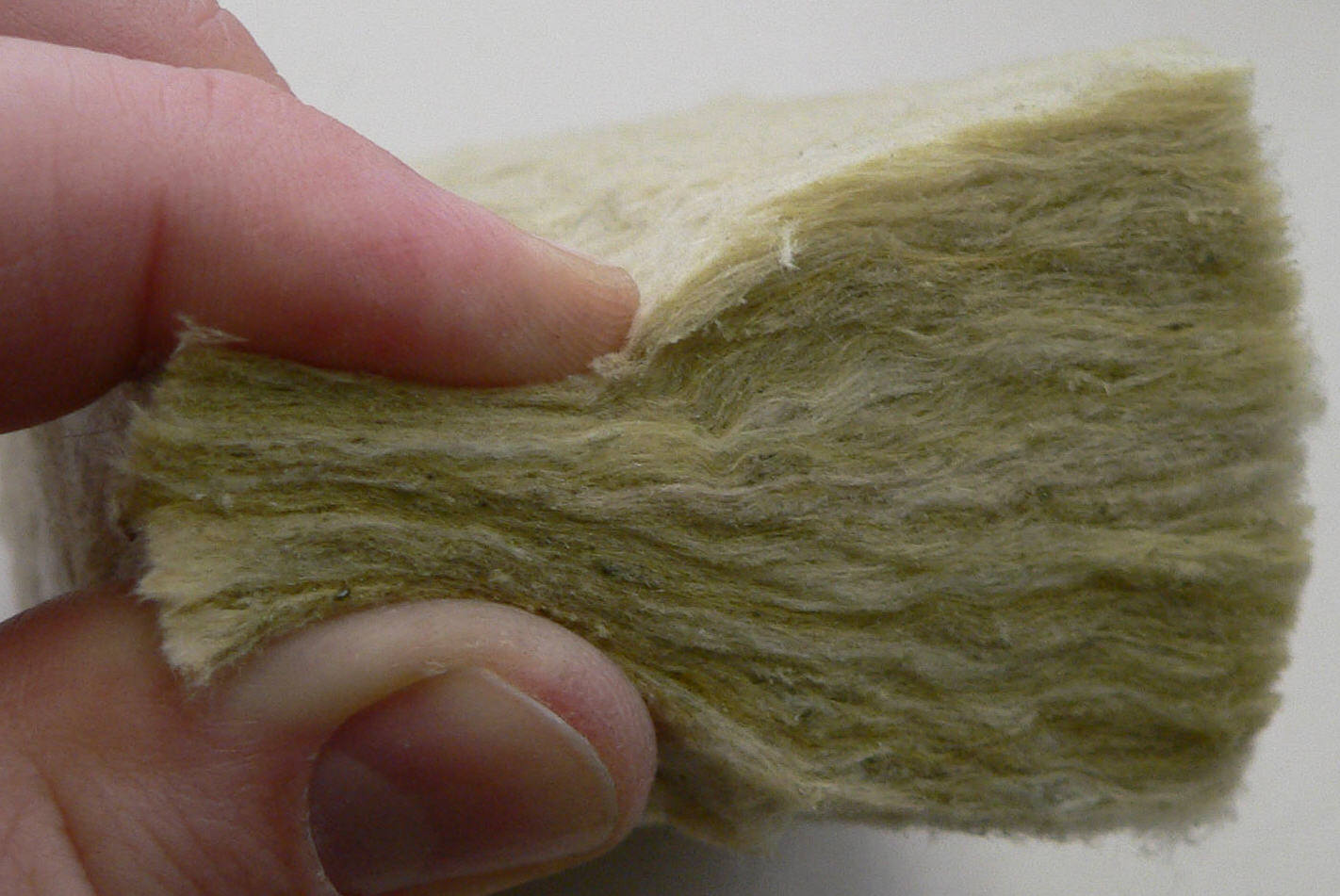
Kőzetgyapot

A hidroponika talán legelterjedtebb hordozóanyaga. Bazaltkő olvasztásával és vattacukorhoz hasonlóvá tételével készül. Változatos formában, elsősorban táblákban áll rendelkezésre. Egyes típusai képesek nagy mennyiségű vizet és levegőt magukban tartani, ami segíti a gyökerek növekedését és a tápanyagok felszívódását. A megfelelő sűrűségű kőzetgyapot alaktartó és elegendő szilárdságú a növények fizikai megtámasztásához. Jó folyadékelvezetést biztosít és újrahasznosítható. Kis sűrűsége könnyűvé teszi a mozgatását, kezelését. Száraz állapotban, például hordozás és vágás során a bőrre kerülve megtapad és viszketést okoz, mely alapos mosakodás és egy-két nap után elmúlik. A lebegő szálak belégzése kerülendő, mert kockázatos lehet az egészségre. Javasolt a kesztyű, maszk és hosszú szárú ruházat viselése. Védett a mikrobiológiai bomlástól. Főként magoncoknál vagy új klónoknál használatos, de később is ez maradhat a növények támasztója. Az European Union Classification Packaging and Labeling Regulation (CLP) szerint többnyire Q minősítésű, nem veszélyes, nem karcinogén. Természetes lúgossága miatt kondicionálást igényel a megfelelő stabil pH eléréséhez.

## Tápoldatok
A hidroponikában leggyakrabban szervetlen, ionos állapotú tápanyagokat használnak. Leggyakoribb anyagok: Ca2+, Mg2+, K+; NO3−, SO42−, H2PO4−. További makro- és mikrotápanyagok: kálium-nitrát, kalcium-nitrát, magnézium-szulfát, vas, mangán, réz, cink, bór és nikkel.
A növények megváltoztatják a tápoldat összetételét: egyes anyagokat gyorsabban vonnak ki, mint másokat, és kivonásra kerül a víz. Savas vagy bázisos anyagok kiválhatnak a növényből. Az oldat összetételének pH-értéke így több ok miatt is változhat.
A sókoncentrátumot alacsonyan, a tápanyagok állományát magasan kell tartani, míg ügyelni kell a megfelelő pH-érték fenntartására.

### Szervetlen tápoldatok
A hidroponikus tápoldatok tükrözik a hagyományos mezőgazdaságban fontosnak talált tápanyagok összetételét. Azonban némileg különbözik a talajon végzett növénytermesztés kémiájától. A legfontosabb különbségek:
- A talajtól eltérően a tápoldatnak nincs kationcsere képessége (CEC) agyagszemcsék vagy szerves anyag segítségével. A talajpórusok és a kationcsere képesség hiánya azt jelenti, hogy könnyebben megváltozik a pH, az oxigéntelítettség és a tápanyagok koncenbtrációja a hidroponikus oldatban, mint talajban.
- A különböző tápanyagok elfogyasztása miatt gyakran felborul a tápanyagok egyensúlya az oldatban.[67][69][70] Ez hamarosan érinti a pH-t is, ami rontja a további tápanyagfelvételt. Például a fehérjeképzéshez nitrátionokat vesz fel a növény, ami fölösleges kationokat hagy az oldatban.[67] A növények gyakran nagyon gyorsan szívják fel a nitrátionokat. Az egyensúly felborulása miatt ezeket a kationokat a növény már nem képes felszívni, emiatt hiánybetegségek alakulnak ki.[69][70]
- A pH-tól és szennyezőanyagoktól függően egyes tápanyagok kicsapódhatnak az oldatból, így elérhetetlenné válnak a növények számára.[71] Bufferelés, a pH gyakori ellenőrzése és beállítása, illetve keláthatás szükséges.
- Az egymástól nagyon különböző talajtípusokkal szemben a hidroponikus oldatok gyakran szabványosak, és rutinszerű karbantartást igényelnek.[72] Ellenőrzött laboratóriumi körülmények között a hidroponikus oldatok pH-ját gyakori rendszerességgel állítják be és szellőztetik. A vízszintet is újratöltik, és a tápanyagok szintjét is karbantartják, a fogyasztásnak megfelelően. Néha a nitrátionok koncentrációja kulcsparaméter a maradék tápanyagok arányának és a többi esszenciális ion koncentrációjának megbecslésére.[73]
- Jól ismert szabványok a  Hoagland-oldat, a  Long Ashton-tápoldat és a  Knop-oldat.

Ahogy a hagyományos mezőgazdaságban, úgy hidroponikában is fontos a tápanyagok beállítása a Liebig-féle minimumtörvénynek megfelelően. Szabványos tápoldatok esetén a legtöbb növény számára megfelelő minimum és maximum koncentrációértékeket találunk. A legtöbb tápoldatot úgy keverik ki, hogy a koncentrációk  1000 és 2500 ppm között legyenek. Az egyes ionok koncentrációját majd táblázatban részletezzük. Esszenciális tápanyagok esetén a minimum alatti szintek tápanyaghiányt, a maximum fölöttiek mérgezést okozhatnak. A különböző növények optimumait empirikusan vagy növényszövettesztek segítségével határozták meg.
| Elem      | Szerep                         | Képlet         | Minimum (ppm) | Maximum (ppm)              | Általános források                                                    | Komment |
| --------- | ------------------------------ | -------------- | ------------- | -------------------------- | --------------------------------------------------------------------- | --- |
| Nitrogén  | Esszenciális makrotápanyag     | NO−3 vagy NH+4 | 100           | 1000                       | KNO3, NH4NO3, Ca(NO3)2, HNO3, (NH4)2SO4 és (NH4)2HPO4                 | Az NH+4 interferál a Ca2+ felvétellel, és mérgező lehet a növények számára, ha fő nitrogénforrásként kell hasznosítaniuk. Néha az NO−3-N és a NH+4-N (wt%) 3:1 arányát javasolják a pH egyensúlyban tartását nitrogénfelvétel alatt. A növények különbözőképpen reagálnak a nitrogén különböző formáira; például az ammónium töltése pozitív, ezért egy protont (H+) ki kell bocsátani a vízbe minden felvett NH+4 után, ami csökkenti a rizoszféra pH-ját. NO−3 felvételekor ennek az ellentéte történik, ami bikarbonát kibocsátásával jár (HCO−3); ez növeli a rizoszféra pH-ját. Ezek a változások befolyásolják a többi növéányi tápanyag felvételét, mint cink, magnézium, kalcium. |
| Kálium    | Esszenciális makrotápanyag     | K+             | 100           | 400                        | KNO3, K2SO4, KCl, KOH, K2CO3, K2HPO4 és K2SiO3                        | Magas koncentrációja verseng a Fe, Mn, és Zn működésével. A cinkhiány a legnyilvánvalóbb. |
| Foszfor   | Esszenciális makrotápanyag     | PO3−4          | 30            | 100                        | K2HPO4, KH2PO4, NH4H2PO4, H3PO4 és Ca(H2PO4)2                         | A fölösleges NO−3 akadályozza a PO3−4 felszívódását. A vas aránya a PO3−4-hoz befolyásolhatja a csapadékképző reakciókat. |
| Kalcium   | Esszenciális makrotápanyag     | Ca2+           | 200           | 500                        | Ca(NO3)2, Ca(H2PO4)2, CaSO4, CaCl2                                    | A fölösleges Ca2+ akadályozza a Mg2+ felvételét. |
| Magnézium | Esszenciális makrotápanyag     | Mg2+           | 50            | 100                        | MgSO4 és MgCl2                                                        | Nem lehet magasabb a Ca2+ koncentrációnál a versenbgő felvétel miatt. |
| Kén       | Esszenciális makrotápanyag     | SO2−4          | 50            | 1000                       | MgSO4, K2SO4, CaSO4, H2SO4, (NH4)2SO4, ZnSO4, CuSO4, FeSO4 és MnSO4   | A legtöbb tápanyagtól eltérően a növények tolerálják a SO2−4, magas koncentrációját szelekztíven felvéve a tápanyagot, amikor arra szükségük van. Nemkívánatos ellenion hatások előfordulhatnak. |
| Vas       | Esszenciális mikrotápanyag     | Fe3+ és Fe2+   | 2             | 5                          | FeDTPA, FeEDTA, vas-citrát, Vas-tartarát, FeCl3, Ferric EDTA és FeSO4 | A 6,5 fölötti pH értékeket nagy mértékben csökkentik a vas oldhatóságát. Gyakran adnak kelázó ágenseket az oldathoz, például DTPA, citromsav, vagy EDTA) hogy kiterjesszék a vas oldhatóságát nagyobb pH tartományra. |
| Cink      | Esszenciális mikrotápanyag     | Zn2+           | 0,05          | 1                          | ZnSO4                                                                 | A fölösleges cink erősen toxikus a növényekre, de alacsonyabb koncentrációban esszenciális. A kereskedelemben elérhető növény alapú élelmiszerek cinktartalma 3 és 10 µg/g között változik friss súlyban. |
| Réz       | Esszenciális mikrotápanyag     | Cu2+           | 0,01          | 1                          | CuSO4                                                                 | A növények érzékenysége a cinkre erősen változó. 0,1 ppm mérgező bizonyos növények számára, míg mások számára a 0,5 ppm ideális. |
| Mangán    | Esszenciális mikrotápanyag     | Mn2+           | 0,5           | 1                          | MnSO4 és MnCl2                                                        | A magas PO3−4 támogatja felvételét. |
| Bór       | Esszenciális mikrotápanyag     | B(OH)−4        | 0,3           | 10                         | H3BO3 és Na2B4O7                                                      | Esszenciális tápanyag, de néhány növény nagyon érzékeny a bórra, például citrus fákra 0,5 ppm mérgező. |
| Molibdén  | Esszenciális mikrotápanyag     | MoO−4          | 0,001         | 0,05                       | (NH4)6Mo7O24 és Na2MoO4                                               | A nitrátreduktáz enzim egyik alkotóeleme és a rhizobia igényli a nitrogénmegkötéshez. |
| Klór      | Esszenciális mikrotápanyag     | Cl−            | 0,65          | 9                          | KCl, CaCl2, MgCl2 és NaCl                                             | Interferálhat a NO−3 felvételével bizonyos növényekben, de pozitív hatású egyes növényekben, például spárga 5 ppm. Hiányzik a toboztermőkben, harasztokban, és a legtöbb mohában. A klorid az egyike a növények növekedéséhez szükséges 16 elemnek.Mivel kis mennyiségben szükséges a növények egészséges növekedéséhez (< 50–100 μM a tápláló közegben), azért a klorid mikrotápanyagnak számít. |
| Alumínium | Változó mikrotápanyag          | Al3+           | 0             | 10                         | Al2(SO4)3                                                             | Esszenciális néhány növény számára, mint borsók, kukorica, napraforgók, és gabonák. Bizonyos növények számára mérgező 10 ppm koncentrációban. Néha pigmenttermelésre használják, például Hydrangeák esetén). |
| Szilikát  | Változó mikrotápanyag          | SiO2−3         | 0             | 140                        | K2SiO3, Na2SiO3 és H2SiO3                                             | A legtöbb növény tartalmazza, és bőséges gabonékban, füvekben, és fakéregben. Van arra bizonyíték, hogy SiO2−3 javítja a növények betegségekkel szembeni ellenállóképességét. |
| Titán     | Változó mikrotápanyag          | Ti3+           | 0             | 5                          | H4TiO4                                                                | Esszeciális lehet, de mivel a Ti3+ annyira jelen van mindenütt, azért hozzáadását ritkán említik. At 5 ppm favorable growth effects in some crops are notable (e.g. pineapple and peas). |
| Kobalt    | Változó mikrotápanyag          | Co2+           | 0             | 0,1                        | CoSO4                                                                 | A rhizobia igényli, így fontos a hüvelyesek számára. Egyes algák kobaltot igényelnek a B12 vitamin szintéziséhez. |
| Nikkel    | Változó mikrotápanyag          | Ni2+           | 0,057         | 1,5                        | NiSO4 és NiCO3                                                        | Esszenciális sok növény számára, mint például hüvelyesekés egyes szemes termények. Az ureáz enzim is tartalmazza. |
| Nátrium   | Nem esszenciális mikrotápanyag | Na+            | 0             | 31                         | Na2SiO3, Na2SO4, NaCl, NaHCO3 és NaOH                                 | Na+ részben helyettesítheti a K+-ot néhány növényi működésben, de K+ továbbra is esszenciuális tápanyag. |
| Vanádium  | Nem esszenciális mikrotápanyag | VO2+           | 0             | Nyomokban, meghatározatlan | VOSO4                                                                 | Hasznos a rhizobiális N2 megkötéshez. |
| Lítium    | Nem esszenciális mikrotápanyag | Li+            | 0             | Meghatározatlan            | Li2SO4, LiCl és LiOH                                                  | Li+ növelheti bizonyos növények klorofilltartalmát, például krumpli és paprika. |

### Szerves tápoldatok
Szerves trágyák használhatók kiegészítésként vagy a szabványos oldatokban használt szervetlen vegyületek helyettesítésére. Azonban a szerves trágyák alkalmazása további nehezen megoldható nehézségeket okoz. Például:
- A szerves trágyák összetétele erősen változó ásványi anyagok és más elemek tekintetében. Még a hasonló anyagok között is nagy különbségek lehetnek, például az állat által elfogyasztott táplálék miatt.
- Az állati melléktermékek betegségeket terjeszthetnek.
- Gyakran nagy darabokban vannak, és eltömíthetik a berendezést. Emiatt finomra kell őrölni.
- A biokémiai bomlás és átalakulás teszi lehetővé á tápanyagok növények általi felvételét.
- Anaerob körülmények közötti bomlás esetén egyes szerves trágyák büdösek lesznek.
- Sok szerves molekula, mint például cukrok, további oxigént igényelnek aerobik bomlás esetén, ami fontos a gyökerek sejtlégzésében.
- A szerves vegyületek, mint cukrok, vitaminok, nem fontosak a növények normál táplálásában.[82]

Azonban megfelelő előintézkedésekkel szerves tápanyagok is eredményesen használhatók hidroponikában.

#### Szervesen biztosított mikrotápanyagok
A mikrotápanyagok is hozzáférhetők szerves trágyákból, például a komposztált fenyőkéregben sok a mangán, és néha felhasználják hidroponikus oldatokban az ásványi anyagszükséglet kielégítésére. Porított, nem refinált ásványok, mint gipsz, kalcit is hozzáadhatók a növények tápanyagszükségletének kielégítésére.
Néhány alkalmas anyag, tápanyagtartalmukkal:
|                              | Nitrogénforrás | P2O5    | K2O    | CaO       | MgO       | SO2       | Komment                                                                                    |
| ---------------------------- | -------------- | ------- | ------ | --------- | --------- | --------- | ------------------------------------------------------------------------------------------ |
| Vérliszt                     | 13,0%          | 2,0%    | 1,0%   | 0,5%      | –         | –         |                                                                                            |
| Csonthamu                    | –              | 35,0%   | –      | 46,0%     | 1,0%      | 0,5%      |                                                                                            |
| Csontliszt                   | 4,0%           | 22,5%   | –      | 33,0%     | 0,5%      | 0,5%      |                                                                                            |
| Pata / Szarv liszt           | 14,0%          | 1,0%    | –      | 2,5%      | –         | 2,0%      |                                                                                            |
| Halliszt                     | 9,5%           | 7,0%    | –      | 0,5%      | –         | –         |                                                                                            |
| Gyapjú                       | 3,5%           | 0,5%    | 2,0%   | 0,5%      | –         | –         |                                                                                            |
| Fahamu                       | –              | 2,0%    | 5,0%   | 33,0%     | 3,5%      | 1,0%      |                                                                                            |
| Gyapotmaghamu                | –              | 5,5%    | 27,0%  | 9,5%      | 5,0%      | 2,5%      |                                                                                            |
| gyapotmagliszt               | 7,0%           | 3,0%    | 2,0%   | 0,5%      | 0,5%      | –         |                                                                                            |
| Szárított sáska vagy szöcske | 10,0%          | 1,5%    | 0,5%   | 0,5%      | –         | –         |                                                                                            |
| Bőr                          | 5,5%-22%       | –       | –      | –         | –         | –         | Finom porrá őrölve.                                                                        |
| Algák                        | 1%             | –       | 12%    | –         | –         | –         | Kereskedelemben kapható.                                                                   |
| Baromfitrágya                | 2%-5%          | 2,5%-3% | 1,3-3% | 4,0%      | 1,0%      | 2,0%      | Folyékony komposzt, átszűrve a szilárd anyagok eltávolítására, és patogénekre ellenőrizve. |
| Juhtrágya                    | 2,0%           | 1,5%    | 3,0%   | 4,0%      | 2,0%      | 1,5%      | Mint a baromfitrágya.                                                                      |
| Kecsketrágya                 | 1,5%           | 1,5%    | 3,0%   | 2,0%      | –         | –         | Mint a baromfitrágya.                                                                      |
| Lótrágya                     | 3%-6%          | 1,5%    | 2%-5%  | 1,5%      | 1,0%      | 0,5%      | Mint a baromfitrágya.                                                                      |
| Szarvasmarhatrágya           | 2,0%           | 1,5%    | 2,0%   | 4,0%      | 1,1%      | 0,5%      | Mint a baromfitrágya.                                                                      |
| Denevérguanó                 | 8,0%           | 40%     | 29%    | Nyomokban | Nyomokban | Nyomokban | Mikrotápanyagokban gazdag. Kereskedelemben kapható.                                        |
| Madárguanó                   | 13%            | 8%      | 20%    | Nyomokban | Nyomokban | Nyomokban | Mikrotápanyagokban gazdag. Kereskedelemben kapható.                                        |

### Adalékok
További vegyületek adagolhatók a szervetlen és szerves tápoldatokhoz, hogy javítsák a tápanyagok felszívódását. Ilyen anyagok a kelázó ágensek és huminsav. A növények növekedését rizobaktériumok segítik. melyeket rendszeresen használnak szántóföldi és üvegházi körülmények között is; ezek hidropóniában is javítják a növények tápanyag-hasznosítását és segítik növekedésüket. Egyes baktériumok segítik a nitrogén megkötését. Míg hidropóniában a nitrogén rendszerint bőséges a tápoldat megfelelő karbantartása mellett, addig az Azospirillum és Azotobacter fajok segítenek a nitrogén mobilizálásában. Hagyományos táplálási módszer esetén gyakran nitrátok halmozódnak fel a növények szöveteiben. A Rhodopseudo-monas palustris képes megnövelni a nitrogén hasznosítását, így hozzájárul a jobb terméshozamhoz, és a nitráttartalmat is 88%-kal csökkenti a hagyományos rendszerekhez képest. Sok Bacillus spp., Pseudomonas spp. és Streptomyces spp a talajban található foszfort átalakítja olyan formára, hogy a növények fel tudják szívni, a pH csökkentésével, a szerves foszfor mineralizálásával és kelázott foszforvegyületek kibocsátásával, melyek tágabb pH-tartományban is elérhetők.
Egyes tanulmányok szerint a Bacillus fajokkal beoltott hidroponikus fejes saláták legyőzik a magas só stresszt, ami másként lassítaná a növekedést. Ez hasznos lehet olyan területeken, ahol a vízforrás sok sót tartalmaz, vagy jó vezető. Ez lehetővé teszi a víz hasznosítását sótalanítás nélkül.

### Eszközök

#### Általános eszközök
A tápanyagok koncentrációjának, az oxigéntelítettségnek és a pH mérése létfontosságú a hidroponikus növénytermesztésben. Az általánops eszközök közé tartoznak:
- Elektromos vezetőképesség mérőeszköze, ami a tápanyagok koncentrációját becsli a tápoldat vezetőképességének mérésével
- pH-mérő, ami elektromos áram segítségével méri az oxóniumionok koncentrációját a tápoldatban
- oxigén elektróda, elektrokémiai szenzor az oxigénkoncentráció meghatározására
- lakmuszpapír, a pH mérésére
- mérőkémcsövek és mérőkanalak az előregyártott tápoldatok kimérésére

#### Felszerelés
A tápoldatok pontosabb kémiai elemzéséhez kémiai eszközöket használnak. A komolyabb felszerelések közé tartoznak:
- mérlegek az anyagok pontos kiméréséhez
- laboratóriumi üvegek, mint büretták és pipetták titráláshoz
- koloriméterek az oldatok teszteléséhez, a Beer–Lambert-törvény alkalmazásával
- spektrofotométerek a nitrát és más tápanyagok, mint foszfor, szulfát és vas koncentrációjának mérésére

A kémiai felszerelés minden termesztőnek hasznos, mivel a tápoldatok gyakran újrafelhasználhatók. Mivel a tápoldatok soha nem fogynak el teljesen, a régi tápoldatok feltöltése új tápanyagokkal csökkenti a költségeket és kontrollálja a szennyeződéseket, ami az eutrofizáció oka. A tápanyagok az ozmotikus nyomás miatt nem fogynak el teljesen.

#### Szoftver
Habár előre kikevert tápoldat-koncentrátumok kaphatók a kereskedelemben hobbisták és kistermelők számára, léteznek különböző eszközök arra, hogy kiterjedt kémiatudás nélkül is bárki elkészíthesse saját oldatát. Az ingyenes és nyílt forrású HydroBuddyt és HydroCalt professzionális vegyészek írták, hogy segítsenek bárkinek, aki hidroponikával akar foglalkozni. Az első program elérhető Windowsra, Linuxra és Macre, míg a második Javascript interfésszel használható. Mindkét program lehetővé teszi az alapvető tápanyagoldatok előkészítését, habár a HydroBuddy képességei kiterjednek a beállítható anyagok hozzáadására és elmentésére, képletek mentésére és elektromos vezetőképesség előrejelzésére.

#### Oldatok keverése
Gyakran nincs szükség arra, hogy egy hobbista vagy kistermelő maga keverje ki a tápoldatot, hiszen léteznek kereskedelmi forgalomban kapható koncentrátumok elérhető áron. A koncentrátumok mellett azonban népszerűek a többkomponensű trágyák is. Gyakran háromrészes formulaként vásárolják meg, bizonyos táplálási szerep kiemelésével. Például népszerűek a vegetatív növekedéshez (magas nitrogéntartalom), virágzáshoz (magas nátrium- és foszfortartalom), és mikrotápanyagok (nyomelemekkel) való műtrágyák. Az időzítésnek és alkalmazásnak meg kell felelnie a növények növekedési állapotának; például a növény életének végéhez közeledve le kell állni a magas nitrogéntartalmú trágyákról. A legtöbb növény esetén a nitrogéntartalom csökkenése lassítja a vegetatív növekedést és támogatja a virágzás megindulását.

### További javítások

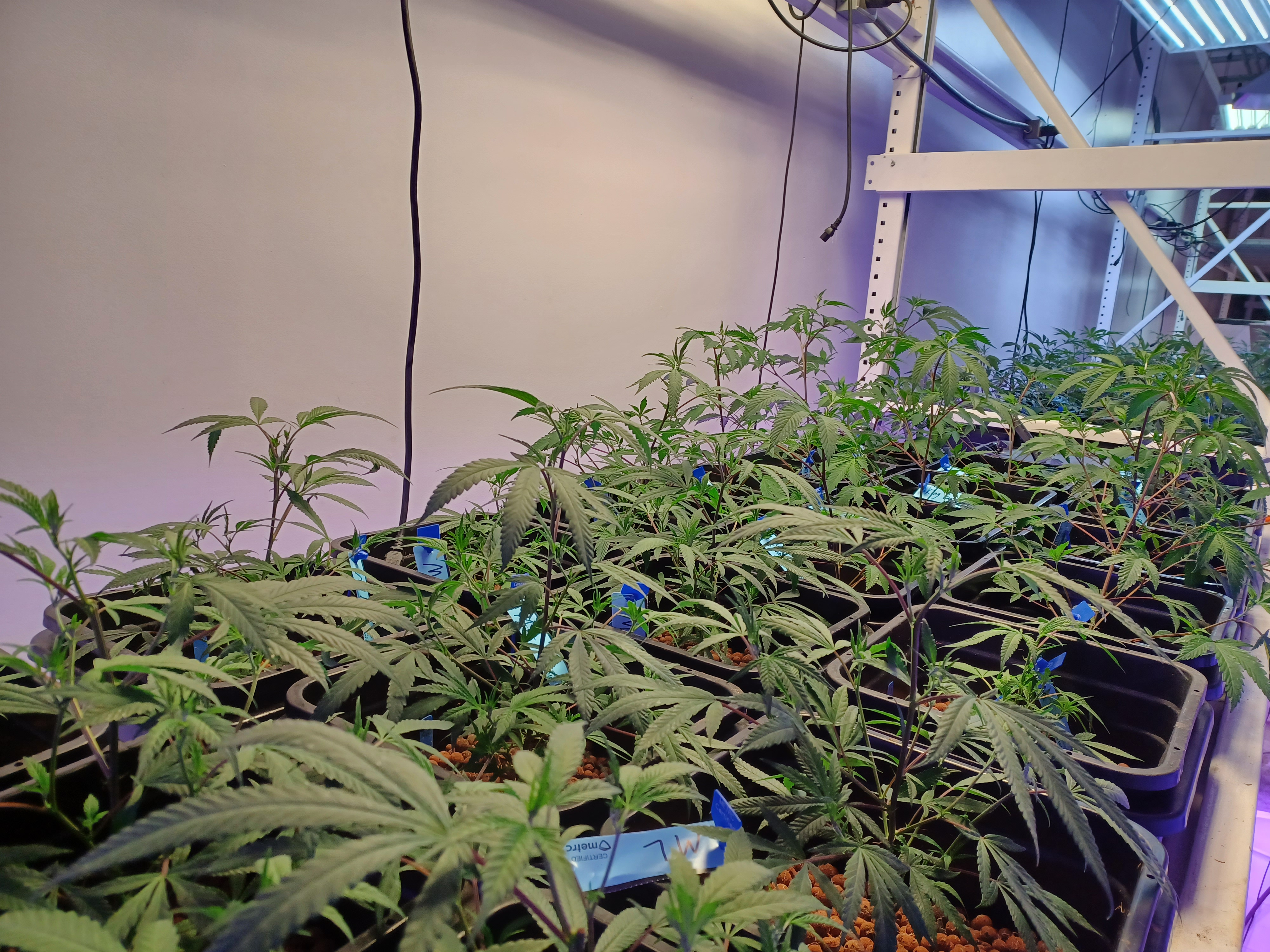
Fiatal cannabis növények apály-dagály rendszerben Alaszkában.

A kártevők által okozott problémák csökkentésével és a tápanyagok gyökerekhez szállításával hidroponikában a produktivitás magas. Azonban a termesztők tovább növelhetik az eredményeket fejlett termesztőszobák építésével.
A terméseredmények további javítására egyes zárt üvegházak szén-dioxidot injektálnak belső terükbe a növények növekedésének és termékenységének segítségeként.

## Kereskedelmi és környezetvédelmi jelentőség
A hidroponikus termelés a hagyományos, talaj-alapú (geoponikus) termelésben felhasznált vízmennyiség töredékét igényli. Ezért például száraz éghajlata miatt Izrael fejlett hidroponikus technológiát dolgozott ki. 
A világ legnagyobb hidroponikus termelőegysége az Egyesült Államokban található, területe kb. 1 négyzetkilométer, és éves termelése kb. 50 millió kilogramm paradicsom.
A hidroponikus termelés gyakran kerül kombinálásra üvegházi termeléssel és vegyszermentes gondozással.

## Fordítás
Ez a szócikk részben vagy egészben  a   Hydroponics című angol Wikipédia-szócikk fordításán alapul.  Az eredeti cikk szerkesztőit annak laptörténete sorolja fel. Ez a jelzés csupán a megfogalmazás eredetét és a szerzői jogokat jelzi, nem szolgál a cikkben szereplő információk forrásmegjelöléseként.